# Cantó de Sent Junian Oest
El cantó de Sent Junian Oest és un cantó francès del departament de l'Alta Viena, situat al districte de Rechoard. Té 2 municipis i part del de Sent Junian.

## Municipis
- Chalhac
- Salhac
- Sent Junian

## Història
| Data d'elecció                           | Identitat     | Partit | Qualitat |
| ---------------------------------------- | ------------- | ------ | -------- |
| 1973-2001                                | André Demery  | PCF    |          |
| 2001-                                    | Pierre Allard | ADS    |          |
| les dades anteriors no són pas conegudes |               |        |          |
|                                          |               |        |          |

## Demografia
| 1962 | 1968 | 1975 | 1982 | 1990 | 1999 | 2006  |
| ---- | ---- | ---- | ---- | ---- | ---- | ----- |
| -    | -    | -    | -    | -    | -    | 8.451 |